# Lauretana senese

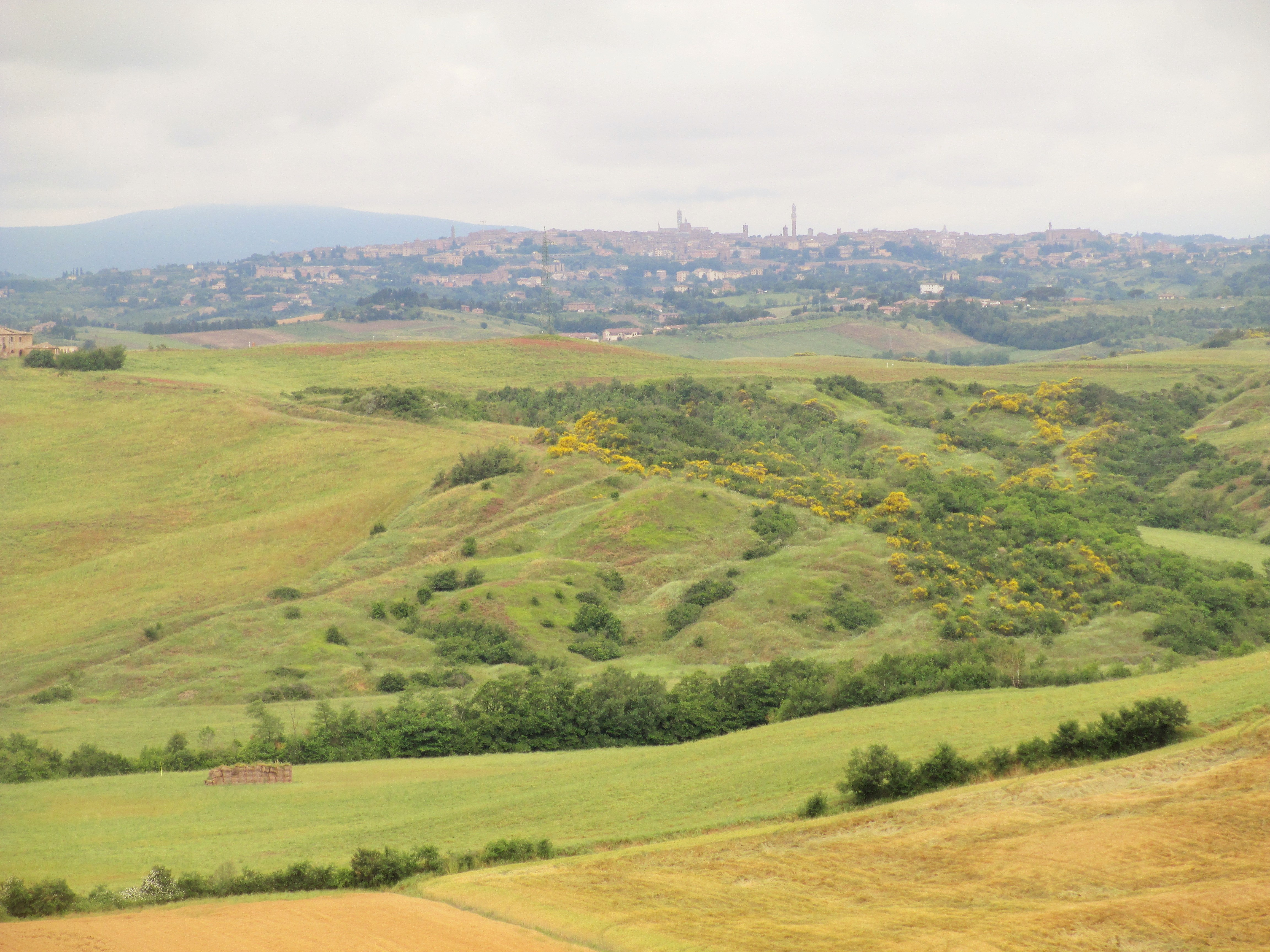
Le Crete; campagna senese con la città sullo sfondo lungo la via Lauretana.

La via Lauretana senese è un'antica strada che fa parte di un fascio viario ovest-est nel cuore della Toscana, che collega Siena con la Val di Chiana attraversando Asciano.E il risultato del collegamento di un reticolo di strade esistenti già in epoca etrusco-romana, poi sviluppatesi nel medioevo con nuove varianti, che furono infine consolidate nel Settecento dalla lungimirante opera di rinnovamento granducale, tesa a migliorare il sistema viario della Toscana.

## Storia
Questa direttrice viaria ha origini antiche. L'analisi della Tabula Peutingeriana, copia medievale di itinerari stradali del tardo impero romano, mette in risalto come questa zona dell’Etruria fosse servita dall’importante strada Cassia Adrianea, soprattutto nella zona della Val di Chiana fino ad Armaiolo Rapolano. Secondo lo storico Alfredo Maroni, lo stesso documento identifica alcuni diverticoli, uno in particolare tratta una deviazione per Saena lulia (Siena) che si distaccava dallo stesso tracciato della Cassia presso Manliana (Torrita di Siena) per poi proseguire in direzione di Trequanda e quindi Asciano (Sessiano). Tale percorso, per le località coinvolte, può essere associato sia alla medievale “strata de Sciano” che dalle porte di Siena giungeva fino a Montefollonico, sia al tracciato della via Lauretana che ne conseguì.
Come è ben documentato dalle fonti medievali il percorso subì delle modifiche, spesso provocate dall’impraticabilità di alcuni tratti, così come fu interessato dall’apertura di nuove varianti con il mutare degli assetti insediativi e socio-economici; non dobbiamo altresì dimenticare che intorno ad esso gravitavano direttrici secondarie a raccordo delle varie località situate tra Siena, Crete e la Val di Chiana.

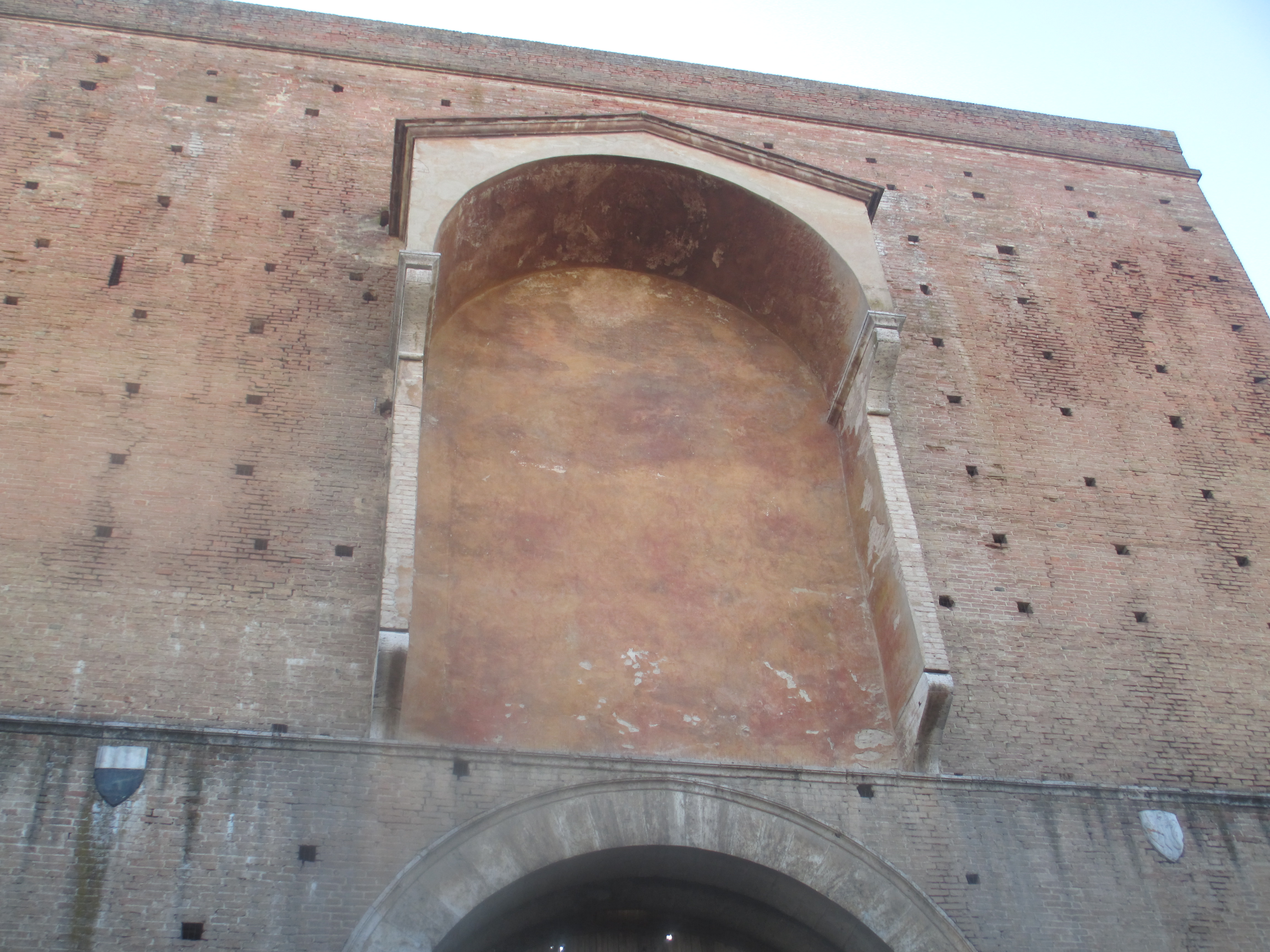
Siena, Porta Pispini. Facciata interna dove era presente il grande affresco della Natività dipinto dal Sodoma nel 1530. Da Porta Pispini iniziava il percorso della Lauretana verso le Crete e la Val di Chiana.

Siena, attraversata dalla via Francigena che contribuì alla sua fortuna, fu uno dei centri medievali più importanti della Tuscia da cui ovviamente partivano molteplici strade. Una di esse era delineata dagli Statuti dei Viari con il seguente percorso: da “Porta Sancti Vienis (presso l'attuale Porta Pispini) sive a porta Santi Mauritii (presso l'attuale Porta Romana) usque Scianum et a Sciano usque a castrum Montis Follonici” (strada che inizia da porta San Viene o piuttosto da porta di San Maurizio fino ad Asciano e da Asciano fino al castello di Montefollonico), questa era nominata la “strata de Sciano”. Storicamente considerata tra le “strate publice e principales” dello Stato Senese, nonché di pari importanza alla via Francigena, l’interesse fu ribadito ai primi del Trecento quando si affermava che era: “multum utilissima et necessaria comuni Senarum et singularibus personis de civitate et comitatus et per eam multa abundaniia vittualium et grascie debenit in civitate” (era molto utile al comune di Siena, alle persone e agli abitanti del contado per la moltitudine di generi alimentari che arrivavano in città). Perciò sia la strada romana (deviazione per Siena dalla Cassia Adrianea) sia la strada medievale Siena – Asciano – Montefollonico, confermano l’esistenza di un vecchio “fascio direzionale” tra Siena e la Val di Chiana.
La strada, uscita da Siena, continuava attraversando il fiume Arbia presso Taverne su un ponte di mattoni probabilmente da identificare con il “pontem super Arbiam in contrata de Monte Silvoli” attestato dallo statuto di Siena del 1262.
Da qui fino ad Asciano il tragitto ricalcava all’incirca quello romano, sfiorando numerose località: Monselvoli, Leonina, Mucigliani, Vescona, Rencine; si giungeva quindi al ponte sul fiume Ombrone o di Rencine. L'origine romana di questo tratto, secondo lo storico Venerosi Pesciolini, sarebbe confermata dal toponimo Decimo, attestato da un documento del 1092 e ubicabile in località Casanuova presso Vescona. In effetti questo luogo coinciderebbe con il decimo miglio da Siena, secondo il computo romano.
Prima di Asciano la via attraversava uno dei cinque borghi del castello, Camparboli, preludio abitativo del primitivo castello di Sciano presso il colle del Castellare. Il tratto principale invece, dopo il castello di Asciano, proseguiva verso Trequanda, la Val di Chiana, Torrita e Montefollonico.
L’attuale tracciato lauretano si basa su un'ulteriore variante deliberata nello statuto duecentesco dei viari e ribadita nel seguente costituto del 1309-10, dove si comandava la realizzazione di un nuovo percorso “ubicumque melius et utilius videbitur convenire”, dai piedi del castello di Montalceto fino a Sinalunga. Forse si trattava di un percorso più a monte, in parte o del tutto simile a quello attuale, la cui realizzazione sarebbe stata necessaria per “securità de li uomini et de le persone e' quali vanno et tornano per la contrada et de la contrada di Val di Chiana”.
La strada, come adesso, lambendo le località di Poggio Pinci, San Gimignanello, Montecalvoli e Castelnuovo Grilli, attraverso Collalto conduceva a Pieve di Sinalunga, con la sua primitiva chiesa di San Pietro ad Mensulas, dove incrociava il vecchio tracciato della Cassia Adrianea. Esso in quel luogo passava più ad est rispetto all’attuale itinerario della Lauretana e precisamente per le località La Fratta e Santarello. Non sappiamo con precisione quando in questo punto la strada fu spostata, verso ovest, ma possiamo dedurre dopo l’impaludamento della Val di Chiana che rese poco praticabile il primo tracciato, di conseguenza la strada si avvicinò molto alla sua attuale fisionomia, incrociando la via proveniente da Asciano a Rigaiolo e il bivio per l’Amorosa, per proseguire poi verso Torrita di Siena.
La via Lauretana dopo il castello di Guardavalle giungeva all’antica pieve di San Costanzo, poi in zona le Fonti per giungere alle porte di Torrita di Siena, estremo baluardo dello Stato Senese ad est, per poi proseguire nel territorio di Montepulciano, zona di confine a lungo contesa tra la stessa Siena e Firenze. Il percorso lauretano si dirigeva verso il Monastero di San Pietro d'Argnano, l'abbazia, oggi meglio conosciuta come Abbadia di Montepulciano. La strada Lauretana (nell’attuale località Parcese zona di sovrappasso dell'Autostrada del Sole) intercettava l’antico percorso (forse di epoca etrusca) che da Cortona attraverso Valiano con il suo ponte, conduceva al castello di Montepulciano e da lì alla Val d’Orcia fino al mare. 
Sembra chiaro come questa strada fosse stata molto transitata fin dall’alto medioevo: governanti, ecclesiastici, santi (Francesco d’Assisi la percorse, almeno in parte, nel suo viaggio che nel 1212 lo portò da Siena a Cortona; San Bernardino da Siena nel suo trasferimento per la predicazione in Umbria almeno nel 1425 e nel 1444 per la sua predicazione al lago Trasimeno), eserciti delle varie città toscane ed umbre, compagnie di ventura, viandanti e mercanti che si spostavano dalla Toscana centrale verso l’Adriatico; tutti soggetti bisognosi di strutture idonee per i loro viaggi che dovevano prevedere anche un po’ di riposo, ed è per questo che nacquero lungo la via anche i primi ospizi, osterie e alberghi in genere. Ma in pieno Rinascimento la strada fu percorsa anche da molti famosi artisti, pronti a porre il loro sigillo ad opere ancor oggi di straordinaria bellezza, in quel periodo che va dal 400’ al 600’ ricco di grande fervore artistico: Benvenuto di Giovanni e il figlio Girolamo, Luca Signorelli, Perugino, Pinturicchio, Raffaello, Il Sodoma, tanto per citarne alcuni.
Fu dopo il 1520 che crebbe infatti il culto della Santa Casa di Loreto, data in cui papa Leone X aveva equiparato la peregrinazione lauretana a quella per i luoghi più venerati della cristianità tardo-medioevale: Terrasanta, Roma e Santiago de Compostela. Occorre precisare che il percorso del pellegrino non sceglieva necessariamente le strade più brevi verso la mèta, ma poteva raggiungere anche altri importanti luoghi di devozione, in cui erano venerate immagini miracolose; Assisi era, ad esempio, un sito visitato dai pellegrini che facevano una digressione verso i luoghi di San Francesco. Per ciò che concerne le testimonianze oggettive di pellegrinaggi nel tratto senese- aretino, recenti studi a cura di Mario De Gregorio hanno portato alla luce il primo documento, per adesso, relativo ad un pellegrinaggio lauretano nella Lauretana Senese. Si tratta di un vero e proprio diario, dei nobili senesi Girolamo Ballati e Mario Cerretani, che narrano il loro viaggio durato dal 26 aprile al 12 maggio del 1666. L’importanza del documento risiede nell'illustrarci il percorso seguito da chi da Siena aveva Loreto come meta, nell'elencarci le località attraversate e i monumenti visitati: Asciano, Torrita, Casa al Piano, Perugia, Assisi, Foligno, Serravalle, Tolentino, Macerata, Recanati e Loreto.
Per quello che riguarda il significato “Lauretana” alcuni studiosi fino ad adesso lo facevano derivare dal toponimo Loreto, ma nel riduttivo significato di un fosso nella piana sotto Cortona. Tuttavia tale interpretazione non tiene conto dell’esteso valore che viene dato alle strade nominate Lauretane in altre parti d’Italia e anche nello specifico di una strada così lunga ed importante che collegava direttamente Siena, una delle città più importanti della penisola fino a tutto il Cinquecento. Del resto l’associazione al santuario e alla località di Loreto viene anche testimoniata da documenti del XVIII secolo che nominavano appunto “Porta Lauretana” il varco che dal castello di Asciano si apriva il passaggio verso la Val di Chiana.
In ogni caso la strada Lauretana ebbe la sua notevole importanza fino a tutto il Settecento ed inizi del secolo successivo. Forse è in questo momento che si inizia a parlare della particolare denominazione, Lauretana, anche se nel 1626, come ci riporta lo storico Mario Bezzini, il Granduca di Toscana Ferdinando II aveva imposto una tassa sulla vendita del sale nel territorio senese, per reperire risorse da destinare al mantenimento delle strade Maremmana, Romana (Francigena) e Lauretana.
Ma è a metà del XVIII (finire dell'estate del 1750) che la Lauretana torna ad essere oggetto di interesse. Come riporta lo storico Doriano Mazzini, i deputati alla cura delle pubbliche strade si rivolsero al Collegio di Balìa di Siena per ribadire l’importanza della strada e descriverne le lacune.
Pertanto nel 1773 furono presentati al Granduca Leopoldo II tre progetti di risanamento dell’arteria:
1. La prima opzione prevedeva la sistemazione e ammodernamento del tracciato già esistente;
2. La seconda, la sistemazione fino a Taverne d'Arbia per poi aprire una variante per Osteria del Grillo e Rapolano (in parte tratto della strada Aretina);
3. La terza, lo sfruttamento della postale Siena- Roma fino a Buonconvento (Francigena) e il collegamento con la Val di Chiana attraverso Monte Oliveto, Chiusure e Trequanda.

Tutti e tre i progetti avevano come punto di raccordo il bivio presso la fattoria dell’Amorosa a Sinalunga, non mettendo in discussione il tracciato successivo.
Nella sua relazione del 1774, l’ingegner Salvetti preferì scegliere il ripristino dell'antica arteria per Asciano con la costruzione di un ponte in muratura presso Taverne Arbia. Nel 1778, dopo un'ispezione in Val di Chiana, il matematico Pietro Ferroni propose il prolungamento della strada fino a Valiano e la costruzione di un nuovo ponte sulla Chiana che avrebbe permesso l'allacciamento con la postale Arezzo-Stato Pontificio. Ma, nel 1789, i lavori vennero sospesi e soltanto il tratto fino a Valiano venne completato.
Per finire, nell’Ottocento, l’erudito e storico Emanuele Repetti nel suo Dizionario Geografico Fisico Storico della Toscana riporta senza alcun ombra di dubbio il tracciato della via Lauretana: “…viene da Siena per il ponte di Taverne d’Arbia ad Asciano, dove sale il poggio di Montalceto, e di là entra nel compartimento di Arezzo, scende il Valdichiana per Asinalunga le Murice e l’Abbadia sotto Montepulciano sino al ponte di Valiano…”.

## Il Tragitto
Fuori dalle mura di Siena, la strada aveva due opzioni, poteva scendere a Maggiano (Magius, l’attuale Certosa) oltrepassando il torrente Riluogo si dirigeva verso Bucciano (Bucius), la via continuava poi per le località Il Molino e l’Osteriaccia, traversava sotto Badia di Alfiano (Alfius, oggi Abbadia), grazie ad un ponte che ha segnato per secoli il confine delle Masse di Siena, poi è probabile proseguisse verso Taverne d’Arbia (Ad Tabernas), toponimo che indica un luogo di sosta di un certo rilievo.
Ma a Siena anche sotto la rupe di Samoreci si dovette realizzare un ingresso alla città che permettesse il passaggio di una strada molto importante ed antica, che proprio in quel punto si incrociava con la via Romea: si trattava dell’arteria di collegamento tra Siena e Arezzo, riconoscibile nell’odierna via dei Pispini, che entrava in città attraverso la non più esistente Porta di San Giorgio (che doveva situarsi tra la chiesa omonima e Samoreci). Ed è proprio lungo questa direttrice che ai primi del Duecento sorgerà il borgo dell’Abbadia Nuova (oggi zona dei Pispini e contrada del Nicchio). L’attuale via dei Pispini costituiva l’inizio della strada diretta verso Arezzo, verso l’importante centro di Asciano e la Val di Chiana. La strada scendeva poi per i Due Ponti e l’attuale Ruffolo, non prima di aver toccato l’antica chiesa cardinale di Sant’Eugenia. Proprio quest’ultima darà il nome al “planum Sancti Eugenii”, poi volgarizzato in “Sancti Veni” (San Viene), ove nel Duecento sorgerà l’omonima porta (solo dal Sei- Settecento si imporrà l’attuale nome Porta dei Pispini).
È assai probabile che le due strade citate fossero collegate tra di loro nei pressi di Ruffolo o delle Taverne.
La strada continuava attraversando il fiume Arbia presso Taverne.
Da qui fino ad Asciano il tragitto ricalcava all’incirca quello romano, sfiorando le località di:
Monselvoli: nel 1128 esisteva un hospizio dipendente dal monastero vallombrosano di Siena strada scialenga;
Leonina: già castello e corte, dove nella vallata si localizzavano tre ponti. Il Venerosi Pesciolini colloca due ponti di legno sul borro Rigo e il torrente Biena (Ponte Alto) e uno in mattoni sul borro Biena, attualmente scomparso, ma ancora visibile negli anni trenta del XX secolo. Quest'ultimo secondo lo storico Doriano Mazzini è inoltre da identificare con il cosiddetto ponte del Ferrale;
Monte Berni: l’attuale Poggione di Mezzavia;
Mucigliani: già castello medievale;
Fiacciano: toponimo scomparso che potrebbe essere identificato con Casa Nuova e l'antico sito Decimo;
Vescona: l’attuale Villa Chigi Saracini, dove nel 1306 è documentato anche lo spedale di Veschona,
la via toccava alcune località scomparse come Planum Sepionis;
S. Marcellino: Sanctus Marcellinus dove era presente una fonte per abbeverarsi, identificabile con l’odierno podere Fontanelle;
Pieve di S. Giovanni (l'attuale Pievina);
Rencine: già castello medievale.
Si giungeva quindi al ponte sul fiume Ombrone o di Rencine. Infatti l’attuale ponte del Garbo, da identificare con il ponte “umbronis”, è ricordato nello statuto dei viari con tale nome: ne viene deliberato, nel 1306, il rifacimento “qui vocatur et dicitur pons de Rencine”. 

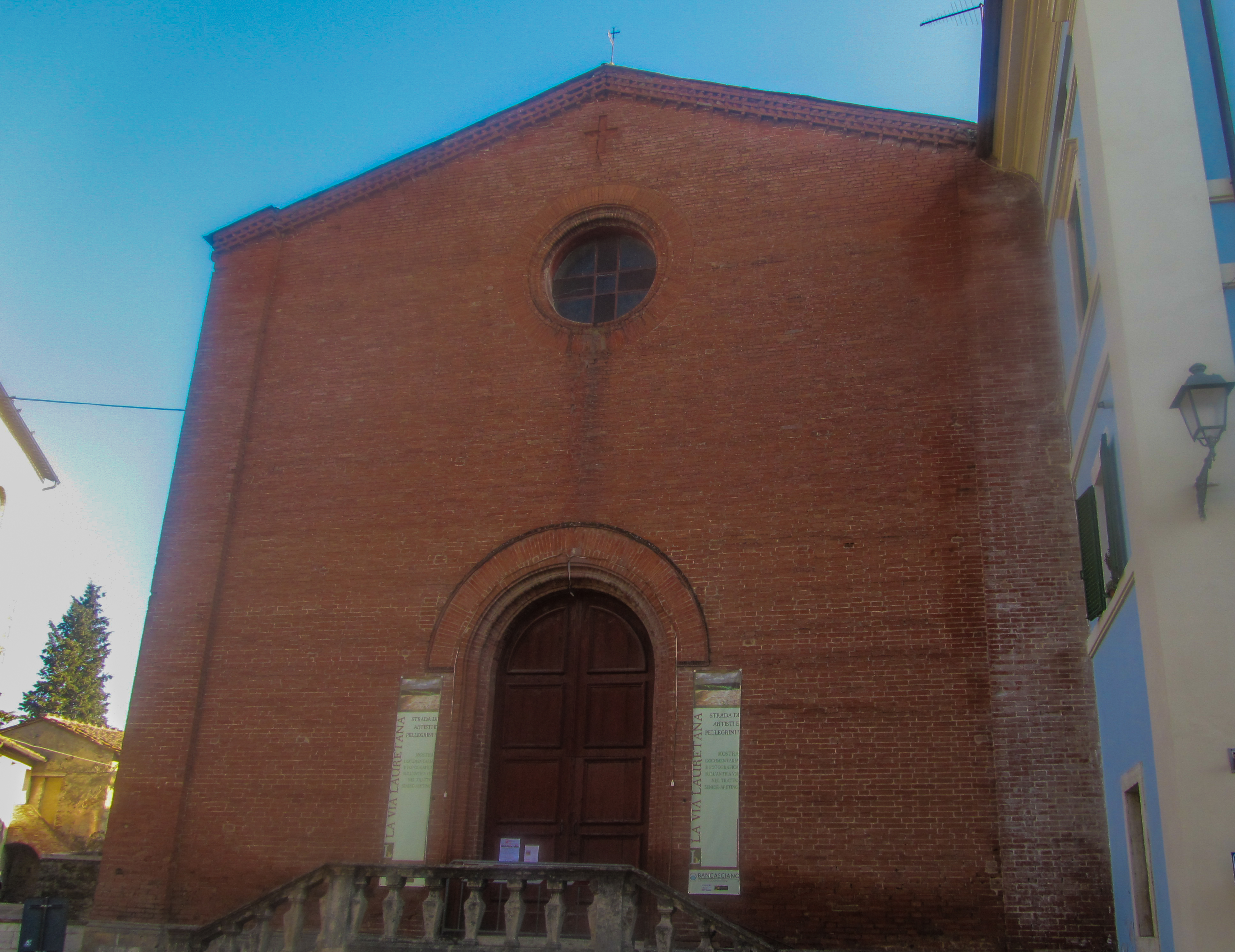
Asciano, chiesa di Sant’Agostino lungo la via Lauretana. Conserva una tela del XVIII secolo, raffigurante la Vergine adorata da Santi tra cui San Niccolò da Tolentino, santo agostiniano che fu testimone della traslazione della Santa Casa sul colle di Loreto.

All’altezza del sobborgo di Camparboli esisteva una variante che collegava direttamente con il castello di Serre di Rapolano e la sua importante Grancia dell’Ospedale Santa Maria della Scala di Siena. Dalla valle dell’Ombrone (dove presso Torrentino vi era un ponte che permetteva l’accesso alla strada Scialenga e poi volendo alla strada di Sciano presso Fontanelle), si poteva risalire le colline fino all'incrocio fra Poggiogréppoli e Casanovalpino, dove un lieve avvallamento ha ancora oggi il suggestivo nome di Varco a Siena; da lì, oltrepassando Fonteluco si giungeva alla Grancia di Serre. La strada poi poteva continuare tornando a collegarsi con l’attuale via Lauretana attraverso quella che comunemente oggi è detta “strada delle Cave” all’altezza del podere l’Oliviera presso Poggio Pinci.
Il tratto principale, invece, dopo aver attraversato il castello di Asciano con le sue chiese (Sant’Agostino, San Giovanni Battista, Sant’Agata e San Lorenzo), proseguiva verso la Val di Chiana, passando prima davanti all’antica Pieve di Sant’Ippolito attestata dal 714, ma sicuramente esistente fin dall'età tardo romana, all’epoca della cristianizzazione della zona ad opera di S. Donato.
Il primitivo tratto dopo Asciano si dirigeva verso Trequanda: una disposizione dei viari datata all'anno 1306, infatti, fa diversi riferimenti ad una “strata antiqua in prossimità di Trequanda", la strada “vecchia che va a Trequanda” viene menzionata anche dallo statuto di Asciano del 1465. Genericamente, con i termini “strata, strata vetus o via publica”, i documenti medievali ricordavano gli antichi tracciati romani.
Il tracciato della strada poteva giungere nei pressi di Fontasciano, dove doveva essere attraversato un ponte di legno, in corrispondenza della “scesam dela volta ad forcella”.

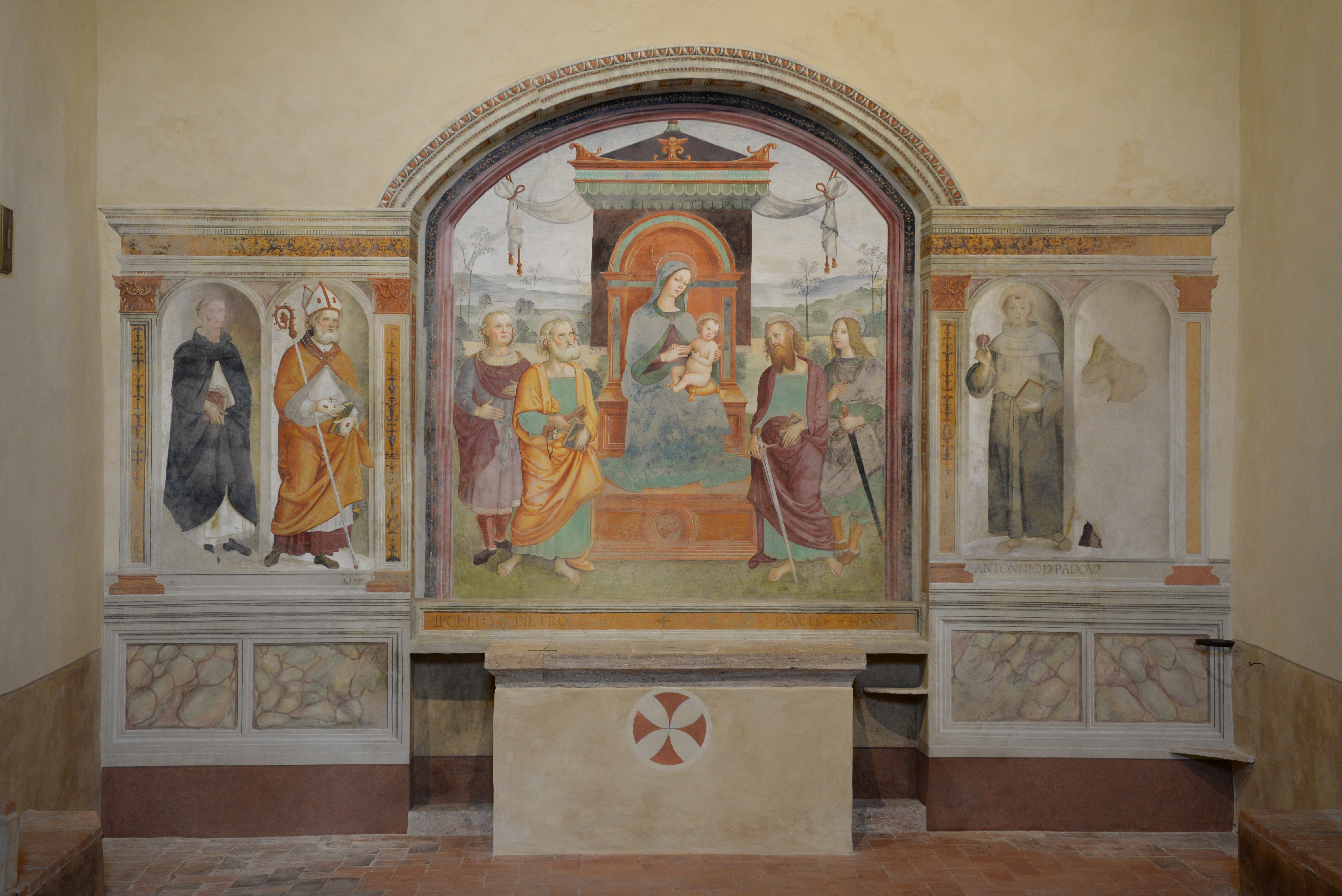
Asciano, antica Pieve di Sant’Ippolito, lungo al via Lauretana. Affresco di inizi XVI secolo raffigurante Madonna in trono con Bambino e Santi. Recenti ipotesi attribuiscono alla scuola umbra della bottega di Pinturicchio gran parte dell’affresco con presunto autoritratto dello stesso Raffaello Sanzio, nella figura del Sant’Ippolito.

Quindi l’antico percorso doveva svilupparsi più a sud dell'attuale via Lauretana; questo itinerario, forse in parte riconoscibile anche nel catasto Leopoldino, dalla tradizione orale degli stessi contadini della zona veniva ricordato come la "vecchia strada per Roma, passando prima presso le località di:
Montepollini
Dolda e Volpaie
Rabatta
Poggio Pinci: con la necropoli etrusca
Montalceto: gia castello nel XII secolo
Qui a causa del tratto di “strata rupta et totaliter devastata”, si era ritenuto necessario realizzare una “strata nova” in direzione di Vaccareccia e della “contrata sante Marie de Finerre”.
Prima di giungere in prossimità di Trequanda la strada incontrava Spedanello, toponimo che ricorda l’hospizio e S. Andrea in Malcenis, antica pieve, oggi podere la Pieve prima di giungere a Trequanda.

Ma l’attuale tracciato lauretano si basa su un'ulteriore variante della via verso la Val di Chiana, variante deliberata nello statuto duecentesco dei viari e ribadita nel seguente costituto del 1309-10, dove si comandava la realizzazione di un nuovo percorso “ubicumque melius et utilius videbitur convenire”, dai piedi del castello di Montalceto a Sinalunga. Forse si trattava di un percorso più a monte, in parte o del tutto simile a quello attuale.

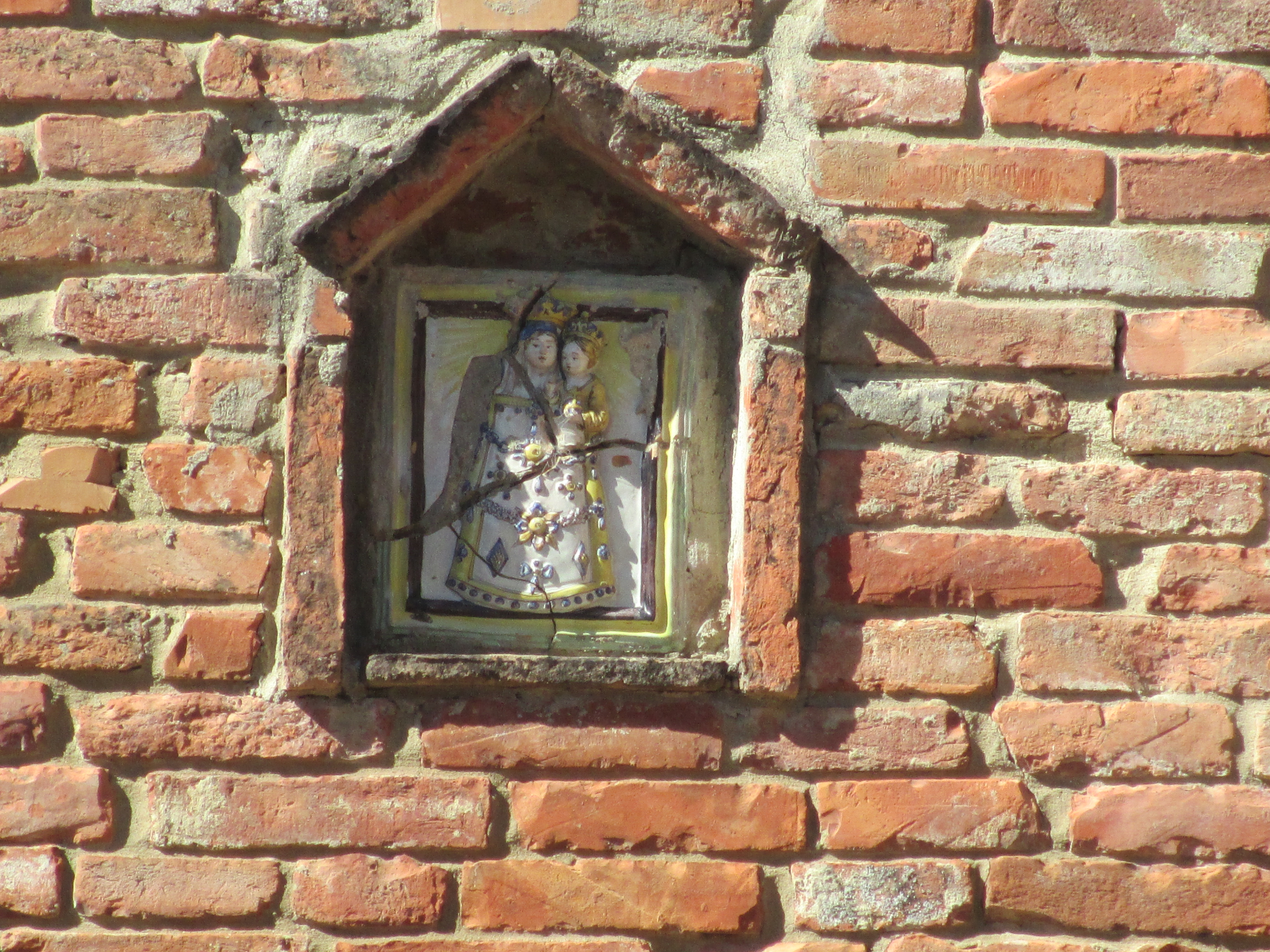
Mucigliani, lungo al via Lauretana. Ceramica policroma nella parete esterna di edificio, raffigurante la Madonna di Loreto.

La strada, come adesso, lambiva le località di:
Violante: già osteria almeno dal XVII secolo
S. Gimignanello: castello fin dal XI secolo
Montecalvoli: castello dal XII secolo
Castelnuovo Bersi: (oggi Grilli) castello dal XII secolo
Casalbosco
Villa dei Boschi già osteria
Albergo
Roccastrada
Romitorio
Collalto
Chiesa Madonna del Gallo

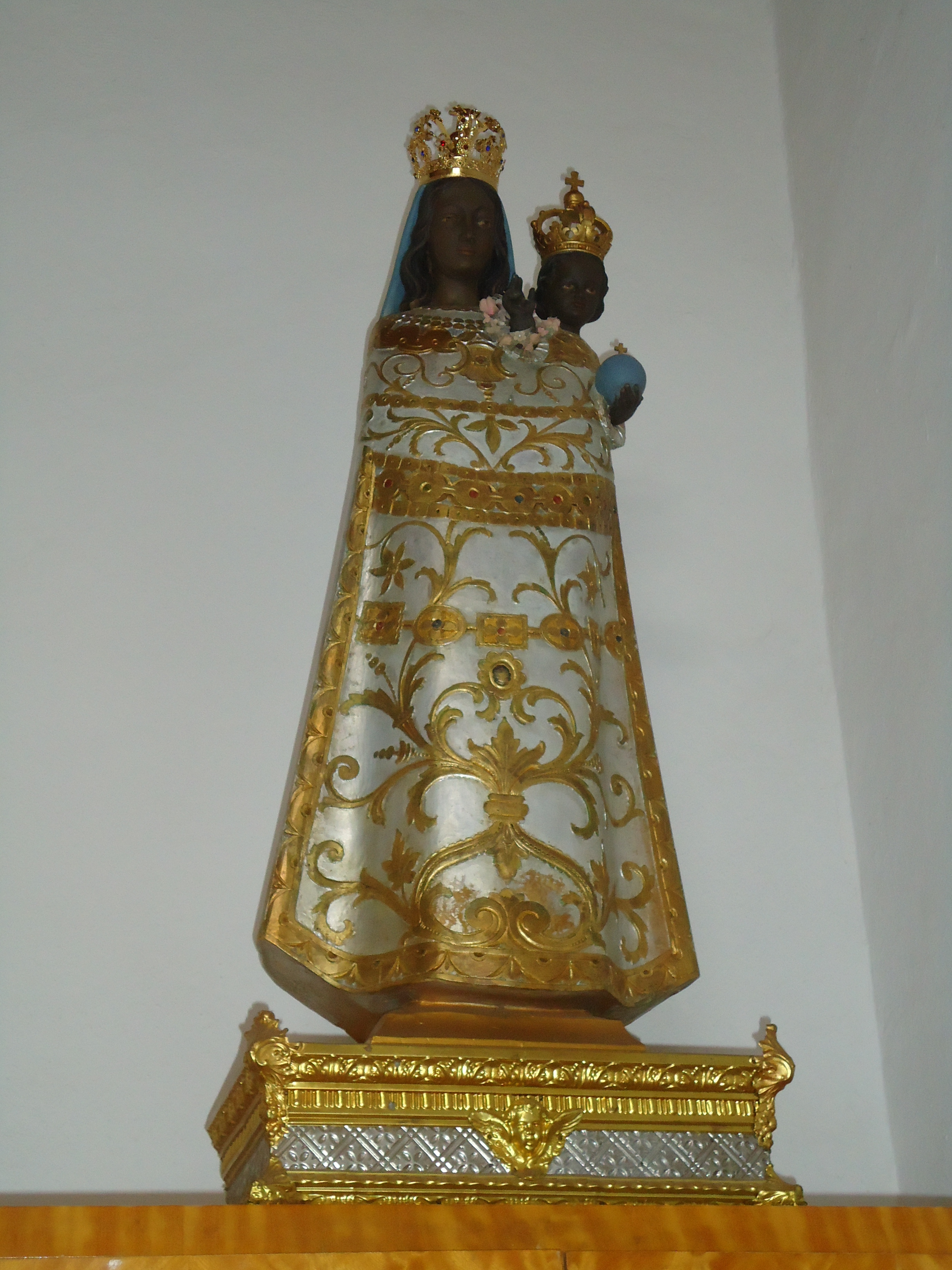
Asciano, chiesa di Santa Croce, lungo la via Lauretana. Statua lignea della Madonna di Loreto, proveniente probabilmente dalla cappella di Canapaia. Nell’adiacente Basilica di Sant’Agata fino a metà del XIX secolo vi era custodita una tela raffigurante la Madonna di Loreto.

Pieve di Sinalunga: con la sua antica pieve di S. Pietro citata fin dal VIII secolo
Rigaiolo
L’Amorosa: con la cappella di S. Maria Assunta.
Prima di giungere a Torrita di Siena, in pratica con il tracciato dell'odierna Strada Provinciale 326, la strada conserva ancora oggi toponimi degni di nota con due immagini raffiguranti la Madonna con Bambino: trattasi dei resti di un affresco sui ruderi del vicino podere Albergo e di una ceramica sulla facciata del podere Osteria, a rimarcare l’antica funzione degli edifici lungo la frequentata strada. Lungo il tragitto si annoverano anche:
la Fratta: con la cappella di S. Michele
Villa Petriolo: che conserva ancora al suo interno una cappella con una Madonna di Loreto in scultura.
Castello di Guardavalle
S. Costanzo a Torrita di Siena antica pieve oggi chiesa della Madonna dell’Olivo
Le Fonti con chiesa del XVII secolo

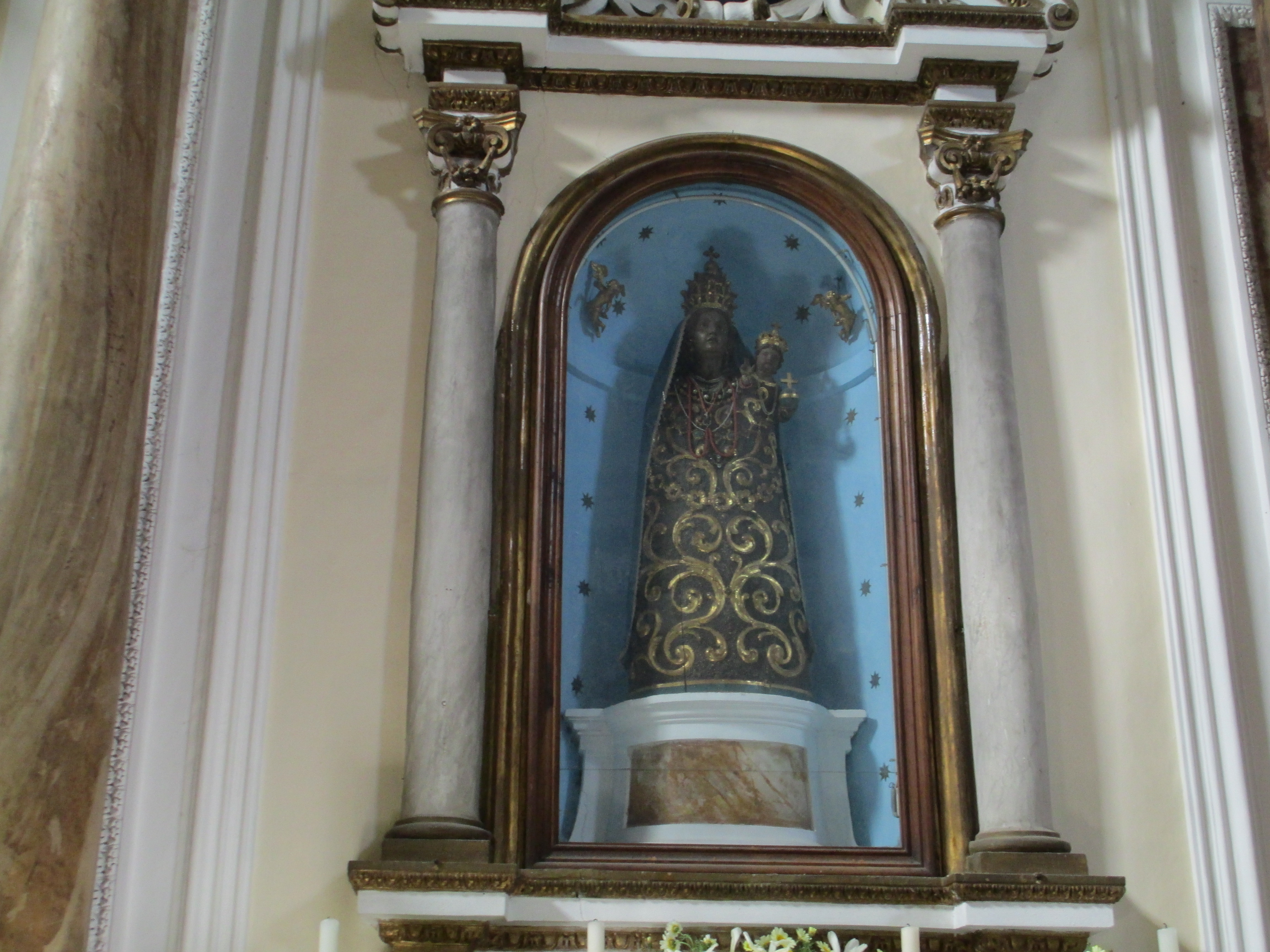
Torrita di Siena, chiesa di Santa Croce lungo la via Lauretana. Altare laterale sulla sinistra dedicato alla Madonna di Loreto ed adornato da una statua in legno.

Torrita di Siena con le sue chiese S. Martino e Costanzo, Santa Croce, Sante Flora e Lucilla, chiesa della Madonna delle Nevi.
Il percorso lauretano si dirigeva verso:
Monastero di San Pietro d'Argnano: l'abbazia che darà il nome in epoca comunale alla villa e castello di Abbadia Argnano (località conosciuta anche come Badia de' Caggiolari o Badia in Crepaldo), oggi Abbadia di Montepulciano

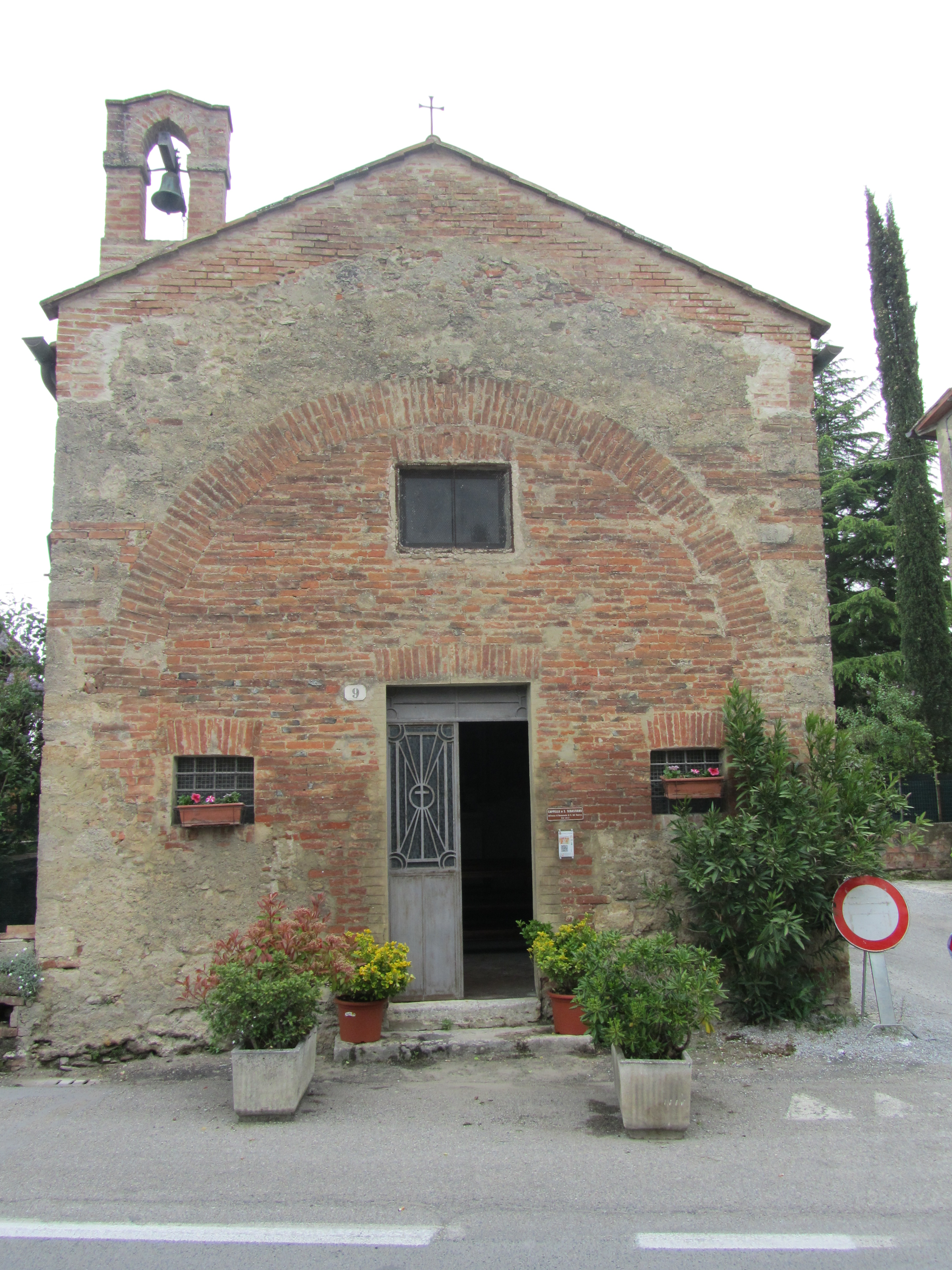
Asciano, chiesa di San Sebastiano. In prossimità dell’entrata nel castello di Asciano era situata, come si vede ancora oggi dalla tamponatura in mattoni, una cappella viaria lungo la via Lauretana.

Ponte di Valiano: con la sua chiesa della Maestà del Ponte. Il sito nel medioevo era di enorme importanza per diversi motivi: tale passaggio insieme a quello di Chiusi e ai Tre ponti di Arezzo, rappresentò per secoli l’unico punto di passaggio del vasto lago stagnante nella zona (come riportato anche dal disegno di Leonardo da Vinci sulla Valdichiana). Inoltre il passaggio lacustre permetteva il collegamento tra Siena e Perugia con tutta l’Umbria. Per di più questo tratto, che poi diverrà parte della via Lauretana, era l'unica strada che permetteva ai fiorentini di raggiungere Montepulciano, vera e propria enclave della Repubblica di Firenze incuneata nello Stato Senese
Castello di Valiano: castello dal XIII secolo
Centoia
Camucia: con i tumuli etruschi melone François
Cortona: già fiorente ed importantissima città etrusca.
Altre testimonianze da non sottovalutare sono le “cappelle di via o viarie” con loggia aperta sulla strada. Solitamente in queste cappelle, accoglienti verso coloro che volessero fermarsi, per pregare e sostare un momento, la tipologia delle figure rappresentate denota la destinazione ad un pubblico, costituito soprattutto da devoti e pellegrini. Trattasi infatti spesso, oltre di episodi o cicli delle storie della Vergine, di iconografie relative a Santi taumaturghi e protettori dei pellegrini, quali San Rocco, San Cristoforo e San Sebastiano in primis.

## Percorso turistico attuale
La strada Lauretana rotabile è prevalentemente conosciuta come strada provinciale 438 e strada provinciale 10.
La prima inizia da Taverne d’Arbia (frazione di Siena) distaccandosi dalla s.s. 73 senese aretina, giunge ad Asciano e da qui a San Gimignanello (frazione di Rapolano Terme) si immette nella superstrada Siena Bettolle (s.s. 715). L’altra divisa in Lauretana Sud e Lauretana Nord collega Montepulciano Stazione con Valiano (entrambe frazioni di Montepulciano) e quest’ultimo con Centoia (frazione di Cortona AR). Limitrofa a questa c’è anche la Lauretana Ovest che mette in comunicazione Abbadia di Montepulciano a Montepulciano Stazione. Anche nel centro abitato di Torrita di Siena ci sono due vie nominate Lauretana Nord e Lauretana Sud.

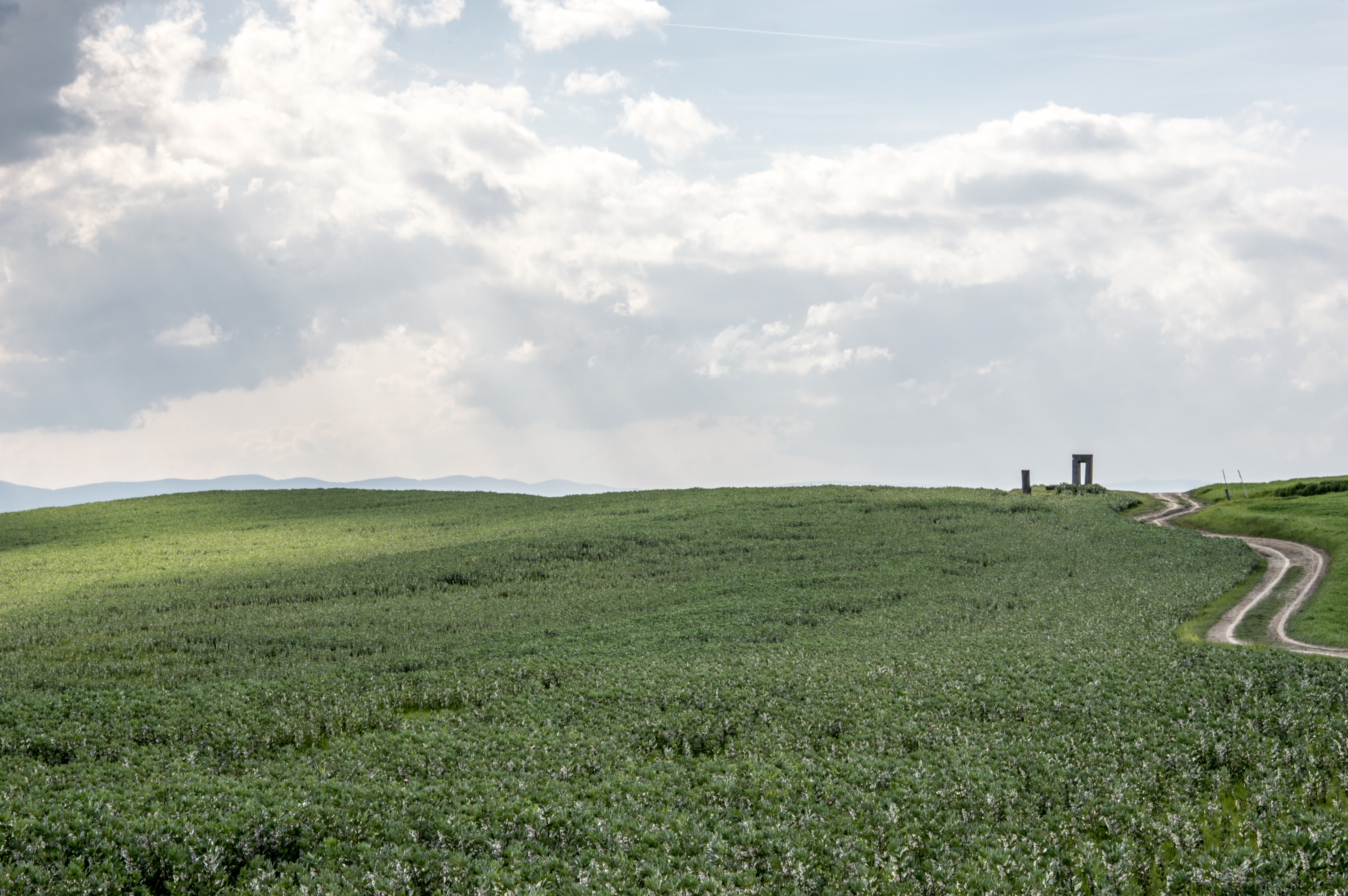
Le Crete; sentiero della via Lauretana tra le località di Leonina e Mucigliani.

In seguito al ritrovato interesse ed a nuovi studi seguiti da mostre, esposizioni e pubblicazioni a partire dal 2013, il progetto per il percorso pedonale della via Lauretana prese il via nel 2016, quando fu sottoscritto ad Asciano il protocollo tra le amministrazioni di Siena, Asciano, Rapolano Terme, Sinalunga, Torrita di Siena, Montepulciano e Cortona che impegnava le amministrazioni stesse nel percorso di valorizzazione della Via Lauretana Toscana e nella presentazione di un progetto unitario alla Regione Toscana, sulla base di studi ed esposizioni avvenute tre anni prima. Nel luglio 2018 fu firmato l'accordo tra il ministero della cultura e la regione Toscana per la via Lauretana senese aretina. Infine a gennaio 2020 da Siena a Cortona è stata terminata la segnaletica lungo il tracciato dell'antica Via Lauretana da Siena a Cortona. L’attività svolta dal Dagri (Dipartimento di scienze e tecnologie agrarie, alimentari, ambientali e forestali dell’Università di Firenze), per conto della Regione Toscana, faciliterà finalmente, fin da adesso, la percorribilità della Via Lauretana da Porta Pispini a Siena fino a Piazza Signorelli a Cortona, attraverso le splendide Crete Senesi e la Val di Chiana.

### Prima tappa

#### Da Siena, Taverne, Arbia e Vescona
Lunghezza: 19,5 km
Dislivello in salita: 430 m
Dislivello in discesa: 395 m

### Seconda tappa

#### Da Vescona ad Asciano a Serre di Rapolano
Lunghezza: 23 km
Dislivello in salita: 639 m
Dislivello in discesa: 641 m

### Terza tappa

#### Da Serre di Rapolano a Sinalunga
Lunghezza: 18,5 km
Dislivello in salita: 614 m
Dislivello in discesa: 610 m

### Quarta tappa

#### Da Sinalunga, Torrita di Siena, Abbadia di Montepulciano a Valiano
Lunghezza: 23,8 km
Dislivello in salita: 306 m
Dislivello in discesa: 346 m

### Quinta tappa

#### Da Valiano a Cortona
Lunghezza: 23,5 km
Dislivello in salita: 495 m
Dislivello in discesa: 317 m